# إنتل كور آي 5
إنتل كور i5 (بالإنجليزية: Intel Core i5) هو معالج مركزي من إنتاج شركة إنتل الأمريكية، وينتمي إلى سلسلة كور آي (Core i) التي تستهدف فئة الحواسيب المكتبية والمحمولة المتوسطة. تم إطلاق أول معالج من هذه السلسلة في 8 سبتمبر 2009، وهو Core i5‑750، المبني على معمارية لينفيلد (Lynnfield)، ويعمل على مقبس LGA 1156 باستخدام تقنية تصنيع بتقنية 45 نانومتر.
يحتوي المعالج على 4 أنوية، دون دعم Hyper-Threading. وقد جاءت هذه السلسلة لتحل محل بعض معالجات Core 2 Quad وCore 2 Duo، مع تقديم تحسينات ملحوظة في الأداء من خلال دعم تقنية **Turbo Boost**، وتحسين استهلاك الطاقة.

## Intel® Core™ i5 Processor

### لمحة عن المنتج
يُستخدم هذا المعالج Turbo boost technology مما يجعله يقوم بأداء ذكي أثناء تحرير الصور ومشاهدة الفيديو
كما يمكن لهذا المعالج أن ينفذ عدة مهام بسهولة مما يمكننا من الحصول على إنتاجية أعلى.

### الفوائد
1-الأداء : إن Turbo boost technology تزيد السرعة بشكل كبير.
2-يتميز هذا المعالج بتعددية المهام مما يمكنه من إنجاز مهام عدة في آن واحد.
3-إنجاز حسابات أسرع دون الحاجة إلى فترات التثبيط.
4-الوسائل الإعلانية : سهولة تحويل الفيديو و الصور إلى إشارات رقمية.
5-اللعب : يحسن اللعبة بنسبة 32% في الذكاء الاصطناعي لمميزات اللعبة.

### المميزات المزود بها هذا المعالج وفوائدها
Quad Core Processing
تزودنا بأربع نوى كاملة من أجل التنفيذ في حزمة واحدة في المعالج مما يساعد نظام التشغيل والتطبيقات أن تقوم بأداء إضافي. وهذا يجعل المستخدمين يقومون بمهام عدة عبر أنواع عديدة من التطبيقات.
Intel Turbo Boost Technology
تزيد هذه التقنية تواتر المعالج بشكل ديناميكي مما يؤدي إلى زيادة الأداء أوتوماتيكياً عندما نحتاج.
8Mb smart cache
يمكن المستوى الأخير من الخابية النوى الأربعة من الاتصال بالتطبيقات المتنوعة.
Integrated Memory Controller
يزود هذا المبدأ بأداء عالي في القراءة و الكتابة في الذاكرة مما يجعل المعالج المذكور مثالياً في عمليات النفاذ.
مواصفاته :
2.66 GHz: تواتره
8MB ذاكرته الخابية :
	: ينتمي هذا المعالج..MIMD البنية إلى

## النوى
| اسم الكود                         | اسم الفرع    | عدد النوى | الكاش (المستوى الثالث) | مأخذ المعالج | التصميم الحراري للطاقة |
| --------------------------------- | ------------ | --------- | ---------------------- | ------------ | ---------------------- |
| لينفيلد Lynnfield                 | Core i5-7xx  | 4         | 8 ميغا بايت            | LGA 1156     | 95 واط                 |
| كلاركديل (بالإنجليزية: Clarkdale) | Core i5-6xx  | 2         | 4 ميغا بايت            | LGA 1156     | 73-87 واط              |
| آراندل (بالإنجليزية: Arrandale)   | Core i5-4xxM | 2         | 3 ميغا بايت            | µPGA-989     | 35 واط                 |
|                                   | Core i5-5xxM |           |                        |              |                        |

### لينفيلد Lynnfield
في الثامن من أيلول من عام 2009 أَطْلَقَت شركة إنتل أول معالج من نوع Core i5.
Core i5 750: معالج من معالجات إنتل رباعية النوى ذات النوع لينفيلد تردده 2.66 غيغا هيرتز مع تعطيل تعدد النوى
معالجات أنتل ذات النوع لينفيلد فيها 8 ميغا كاش (من المستوى الثالث)، وسرعة ناقلات تصل لـ 2.5 GT/s مع دعم الذواكر ثنائية القناة: دي دي آر 3 إس دي رام-800/1066/1333
هنالك بعض المعالجات المشابهة مع بعض التعديلات في المزايا (كتفعيل تعدد النوى وترددات الساعة) تعرف باسم Core i7-8xx و سلسلة معالجات Xeon 3400

### أراندل
(بالإنجليزية: Arrandale):
من فئة معالجات الهاتف النقال (Core i5-5xx) والتي تملك قدرات رسومية مدمجة مع المعالج ولكن بنواتي معالج اثنتين فقط.
من المتوقع أن يُطْلَق هذا المعالج في أوائل العام 2010 بالتزامن مع معالجات Core i7-6xx و Core i3-3xx المبنية على نفس النوع من الرقاقات
قُلِّصَ الكاش (من المستوى الثالث) في فئة معالجات Core i5-5xx لتصبح 3 ميغا بايت
بينما معالجات الـ Core i7-6xx ستستخدم كامل الكاش ولكن يكون هنالك دعم للتيربو بوست في معالجات الـ Core i3-3xx

### كلاركديل
(بالإنجليزية: Clarkdale):
يعد كلاركديل كنسخة للحواسيب المكتبية من معالجات أراندل
مع تفعيل تعدد النوى وكامل الـ4 ميغا كاش (من المستوى الثالث).

## وصلات خارجية
Intel® Core™ i5 Processor